# Tamara Gruzijska
Tamara Gruzijska, gruzijski: თამარი, (1166. – 1212.) bila je kraljica srednjovjekovne gruzijske države. Bila je kći Đure III, koji ju je postavio na prijestolje još za života.
Gruzijski ljetopisi navode da su ljepota, dobrota, mudrost, hrabrost i vojnička slava Tamare Gruzijske privlačile mnoge europske i azijske vladare. Među njima su bili i bizantski car, antiohijski i osetski knezovi.
Bila je zaštitnica i pokroviteljica mnogih crkava i manastira, čime je privukla mnogo svjetskih redovnika (Aleksandrije, Antiohije, Helade, Makedonije i Zete).
Doba njezine vladavine naziva se Gruzijsko zlatno doba.